# Abraham Frimpong
Abraham Akwasi Frimpong (Accra, 1993. április 3. –) ghánai labdarúgó, a grúz Dinamo Batumi játékosa.

## Pályafutása

### Klubcsapatokban
Abraham Frimpong Accrában született, majd fiatalon Európába került. A 2010-11-es szezonban az olasz Vicenza Calcio ifjúsági csapatában játszott. 2011 nyarán több mint egy hónapot töltött a szerb Partizan Belgrád csapatánál, de végül nem ott, hanem a Vojvodina csapatánál kapott szerződést. A vajdasági klubnál nem kapott lehetőséget az első csapatban, így a bajnokság téli szünetében a másodosztályú Napredak Kruševachoz szerződött. A 2012-2013-as idényben csapatával megnyerte a második vonal bajnokságát, így a 2013-14-es idényben a szerb élvonalban szerepelhetett. A Napredaknál öt évet töltött, majd a Crvena Zvezda játékosa lett, akikkel a 2017-2018-as szezon végén bajnoki címet ünnepelhetett. Frimpong első gólját is a csapat színeiben érte el a Bačka Palanka csapata elleni 3–1-es győzelem alkalmával 2017. augusztus 13-án. 2018 nyarán a Ferencvárosi TC igazolta le.
A budapesti csapattal kétszer nyert magyar bajnoki címet, és tagja volt az Európa-liga, valamint a Bajnokok Ligája csoportkörében szereplő csapatnak is. Összesen 39 alkalommal lépett pályára a magyar élvonalban és 2 gólt szerzett. 2021. február 2-án a Ferencváros hivatalos honlapján jelentette be, hogy Frimpong a szaúd-arábiai al-Ain csapatában folytatja pályafutását. 2022. február 8-án a georgiai Dinamo Batumi szerződtette.

## Statisztika

### Klubcsapatokban
2020. december 19-én frissítve.
| Klub              | Szezon         | Bajnokság        | Bajnokság     | Bajnokság | Országos kupa | Országos kupa | Nemzetközi kupa | Nemzetközi kupa | Egyéb         | Egyéb | Összesen      | Összesen |
| Klub              | Szezon         | Bajnokság        | Pályára lépés | Gól       | Pályára lépés | Gól           | Pályára lépés   | Gól             | Pályára lépés | Gól   | Pályára lépés | Gól      |
| ----------------- | -------------- | ---------------- | ------------- | --------- | ------------- | ------------- | --------------- | --------------- | ------------- | ----- | ------------- | -------- |
| Vojvodina         | 2011–12        | SuperLiga        | 0             | 0         | 0             | 0             | 0               | 0               | —             | —     | 0             | 0        |
| Napredak Kruševac | 2011–12        | First League     | 9             | 0         | —             | —             | —               | —               | —             | —     | 9             | 0        |
| Napredak Kruševac | 2012–13        | First League     | 9             | 0         | 1             | 0             | —               | —               | —             | —     | 10            | 0        |
| Napredak Kruševac | 2013–14        | SuperLiga        | 21            | 0         | 1             | 0             | —               | —               | —             | —     | 22            | 0        |
| Napredak Kruševac | 2014–15        | SuperLiga        | 17            | 0         | 1             | 0             | —               | —               | 1             | 0     | 19            | 0        |
| Napredak Kruševac | 2015–16        | First League     | 18            | 0         | 2             | 0             | —               | —               | —             | —     | 20            | 0        |
| Napredak Kruševac | 2016–17        | SuperLiga        | 13            | 0         | 0             | 0             | —               | —               | —             | —     | 13            | 0        |
| Napredak Kruševac | Összesen       | Összesen         | 87            | 0         | 5             | 0             | —               | —               | 1             | 0     | 93            | 0        |
| Crvena Zvezda     | 2016–17        | SuperLiga        | 14            | 0         | 3             | 0             | —               | —               | —             | —     | 17            | 0        |
| Crvena Zvezda     | 2017–18        | SuperLiga        | 11            | 1         | 2             | 0             | 3               | 0               | —             | —     | 16            | 1        |
| Crvena Zvezda     | Összesen       | Összesen         | 25            | 1         | 5             | 0             | 3               | 0               | —             | —     | 33            | 1        |
| Ferencváros       | 2018–19        | Magyar bajnokság | 13            | 1         | 1             | 0             | 2               | 0               | —             | —     | 16            | 1        |
| Ferencváros       | 2019–20        | Magyar bajnokság | 19            | 0         | 2             | 0             | 5               | 0               | —             | —     | 26            | 0        |
| Ferencváros       | 2020–21        | Magyar bajnokság | 7             | 1         | 1             | 0             | 5               | 0               | —             | —     | 13            | 1        |
| Ferencváros       | Összesen       | Összesen         | 39            | 2         | 4             | 0             | 12              | 0               | —             | —     | 55            | 2        |
| Karrier összes    | Karrier összes | Karrier összes   | 151           | 3         | 14            | 0             | 15              | 0               | 1             | 0     | 181           | 3        |

## Sikerei, díjai
Napredak Kruševac
- Szerb másodosztályú bajnok (2): 2012–2013, 2015–2016[4]

 Crvena Zvezda
- Szerb bajnok: 2017–2018[4]

 Ferencvárosi TC
- Magyar bajnok (3): 2018–2019,[11] 2019–2020,[12] 2020–2021[13]